# Laktoovovegetariánství

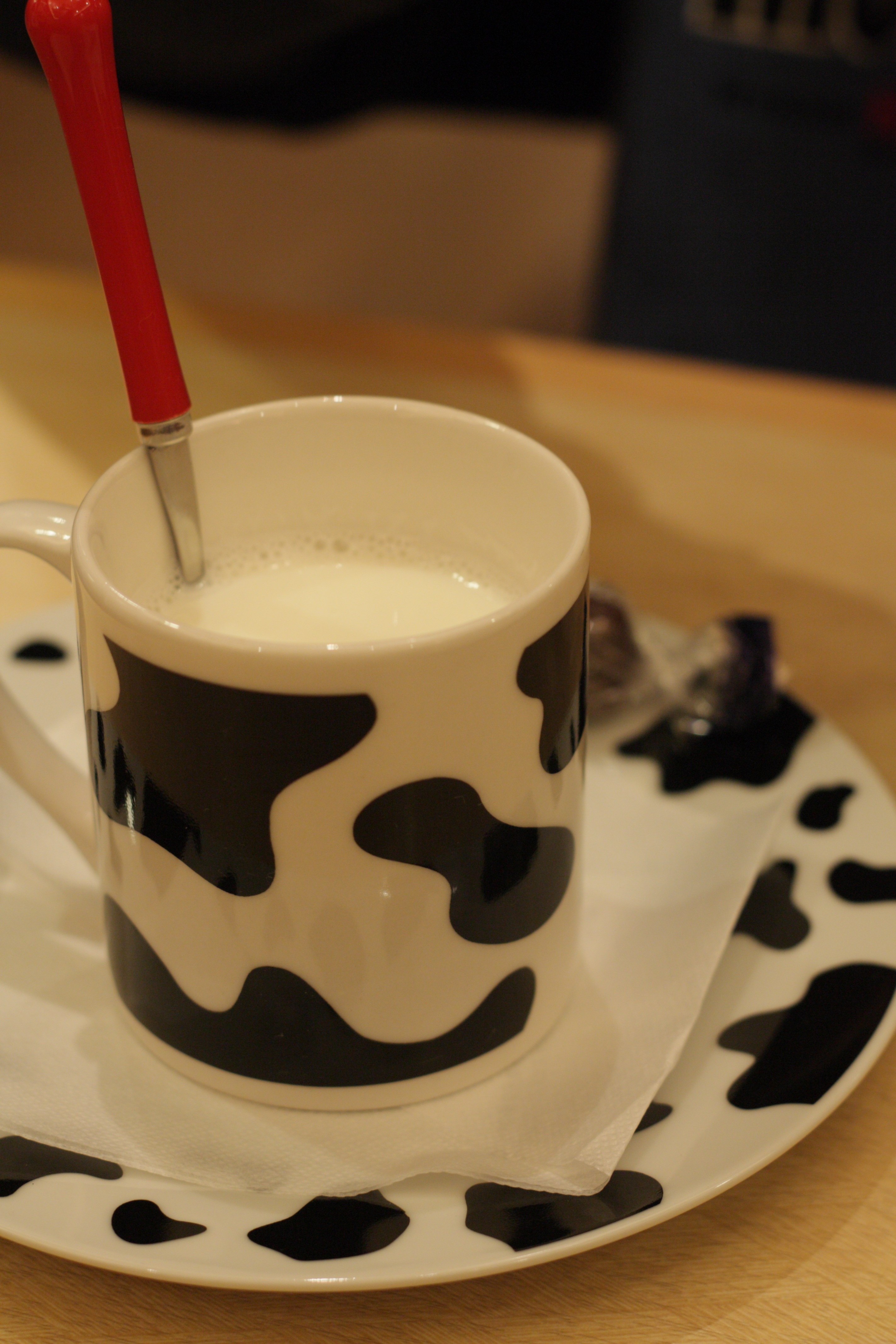
Mléko, a výrobky z něj, lakto-ovo vegetariáni jedí.

Lakto-ovo vegetariáni (někdy laktoovovegetariáni nebo lakto ovo vegetariáni) jsou vegetariáni, kteří sice nejedí maso ani ryby, ale jedí vejce i mléčné výrobky (například mléko, sýr, máslo nebo jogurt). Název pochází z latiny, kde lacto znamená mléko a ovo vejce. Tento druh vegetariánství je v Evropě a Spojených státech nejrozšířenější. Proto když se hovoří o vegetariánství bez bližšího určení, myslí se jím toto.[zdroj?]
V některých národech se můžeme setkat s označením vegetarián pro pouze částečného vegetariána. Například japonští vegetariáni běžně jedí ryby. Na druhou stranu indičtí vegetariáni běžně nejedí vejce a ty, co vejce jedí, běžně označují za nevegetariány nebo eggetariány.